# 西川村 (福岡県)
西川村（にしかわむら）は、福岡県鞍手郡にあった村。
村名は、西川（遠賀川水系の一級河川）に沿う村だったことによる。

## 地理
- 河川：西川
- 山岳：六ヶ岳（標高338.9m）
- 神社仏閣：長谷観音（長谷寺）
- 筑豊炭田の一角に位置し、かつては三菱鉱業鞍手炭鉱（1962年2月閉山）、藤井鉱業新目尾炭鉱、三菱鉱業新入炭鉱（1963年10月2日閉山）の鉱区の一部が当村内にあり、採炭で活況を呈していた[2]。一方で落盤などの鉱害も起こっており、昭和初期の頃には西川などの河川が鉱毒水で汚染され、当村内に荒廃田が広がったこともあった[2]。

## 沿革
- 1889年（明治22年）4月1日 - 町村制施行に伴い、鞍手郡長谷（ながたに）村、長谷（はせ）村、新延村、新北村、八尋村、室木村が合併して鞍手郡西川村が成立。同時に長谷（ながたに）は永谷（ながたに）と改称。当時の戸数599、人口3,476人[1]。
- 1908年（明治41年）7月1日 - 室木線が開業、新延駅（後の鞍手駅）、八尋駅、室木駅を開設。
- 1955年（昭和30年）1月1日 - 剣町、古月村と合併し、鞍手町となる。

## 交通
- 日本国有鉄道
  - 室木線：新延駅 - 八尋駅 - 室木駅

現在はJR西日本の山陽新幹線、九州自動車道が旧西川村の地区内を通っているが、いずれも当時は未開通。